# Bac de Straussee
 (avril 2025).
Le Bac de Straussee est un bac à câble électrique dans le Brandebourg. Il traverse le Straussee sur une longueur de 370 mètres et relie le centre-ville de Strausberg au quartier résidentiel "Au-delà du lac".
Le bac est un point de repère de Strausberg et est un bâtiment classé.

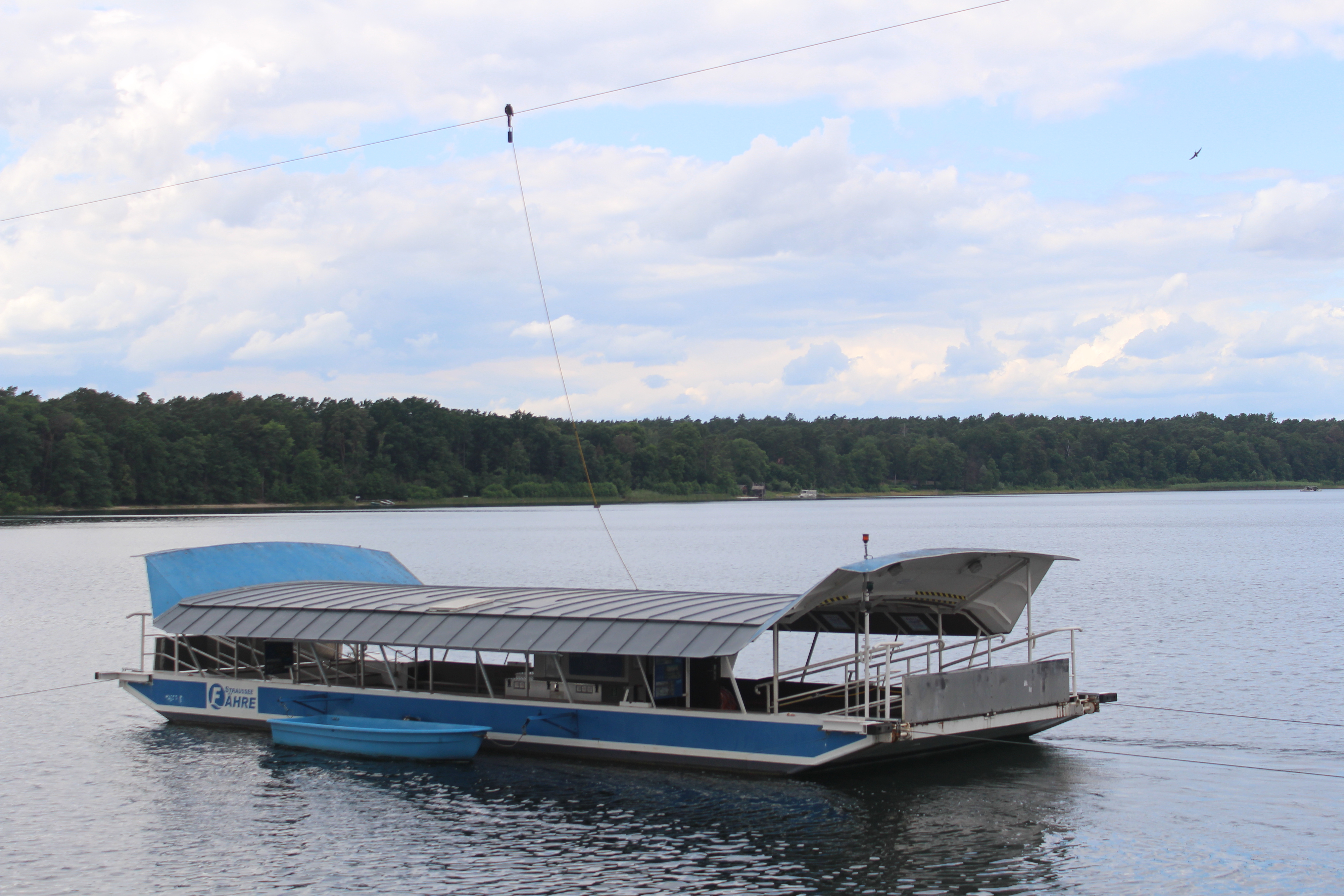
Le bateau Steffi du bac de Straussee

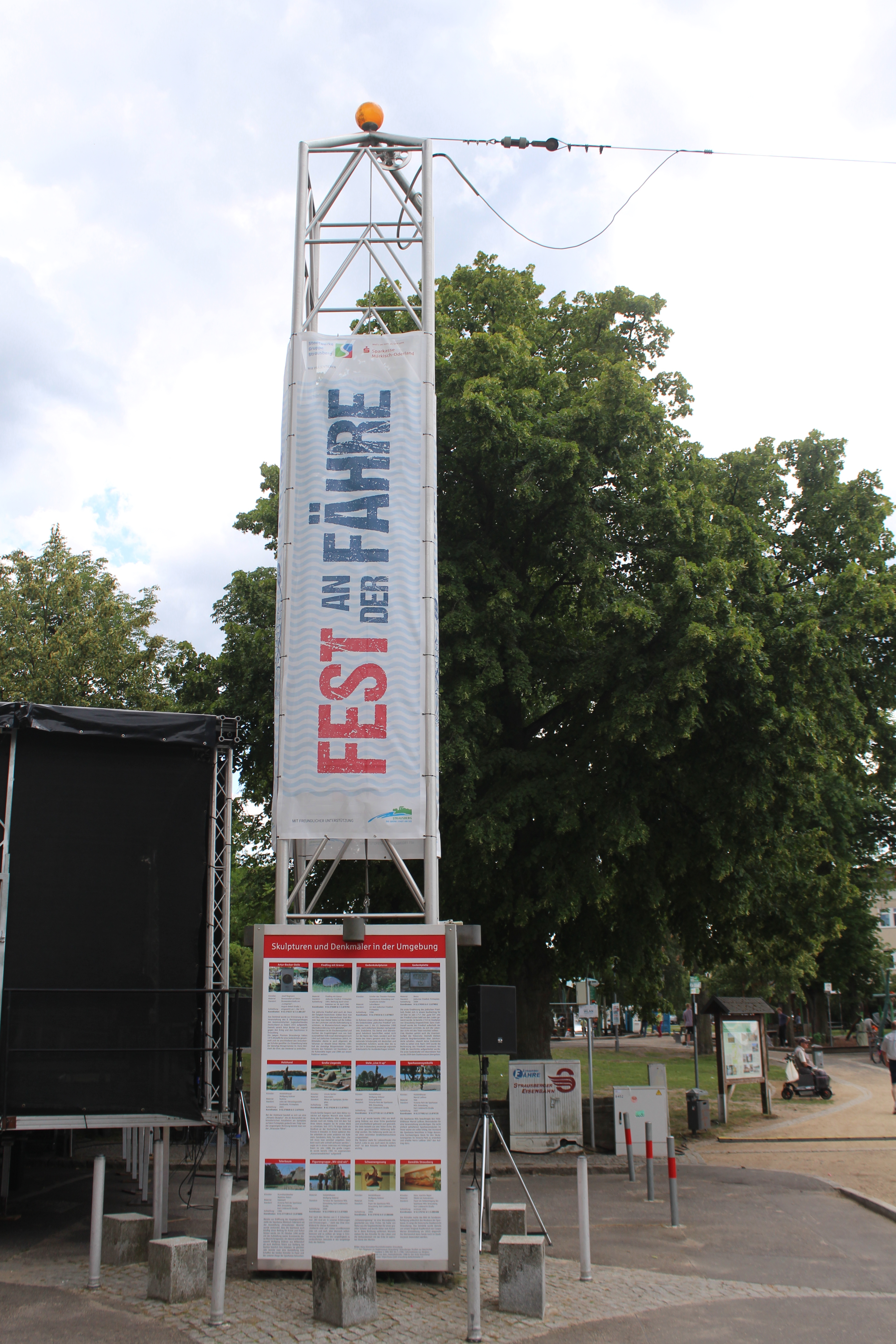
Mât caténaire du bac de Straussee sur la rive est de la Straussee

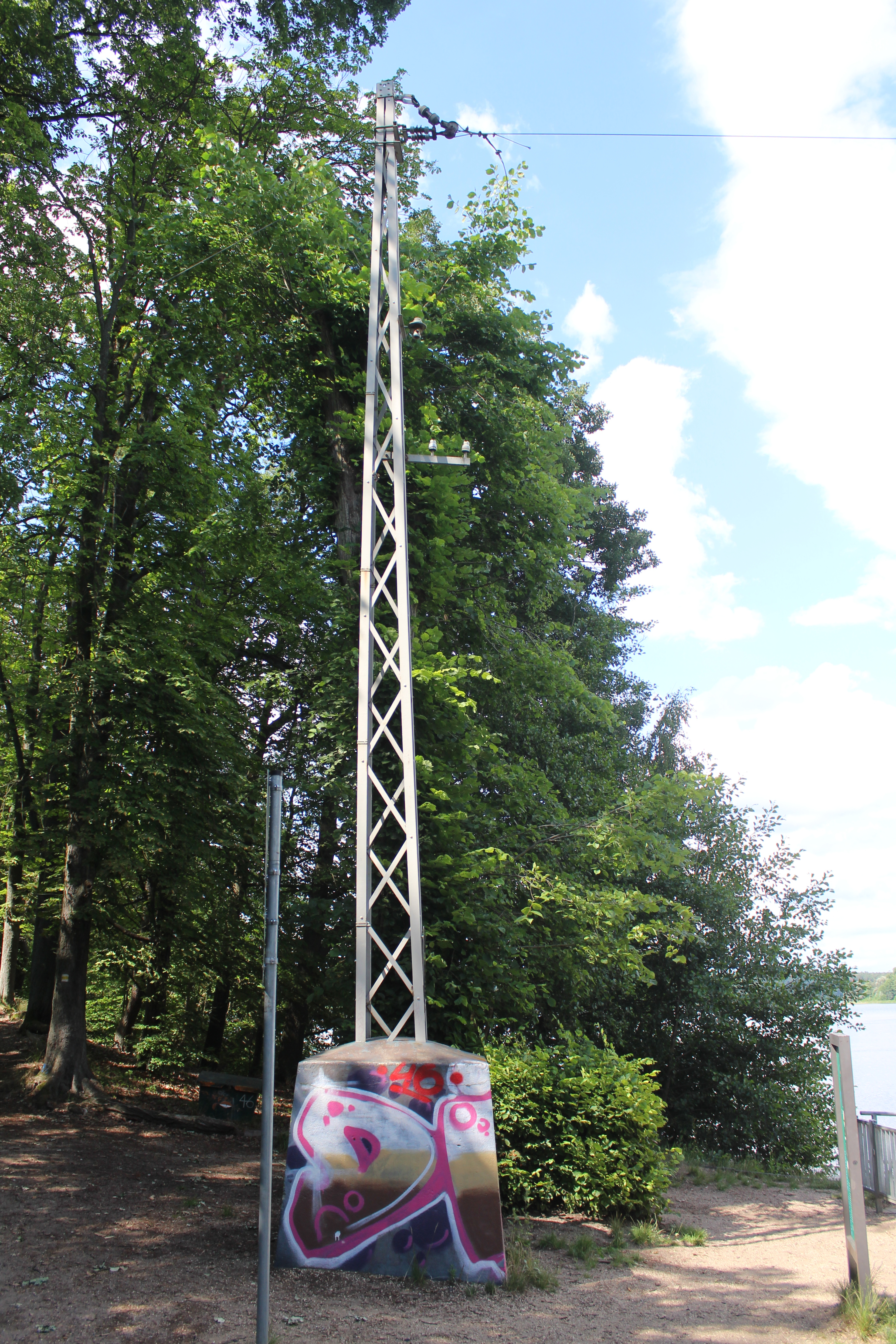
Mât caténaire du bac de Straussee sur la rive ouest de la Straussee

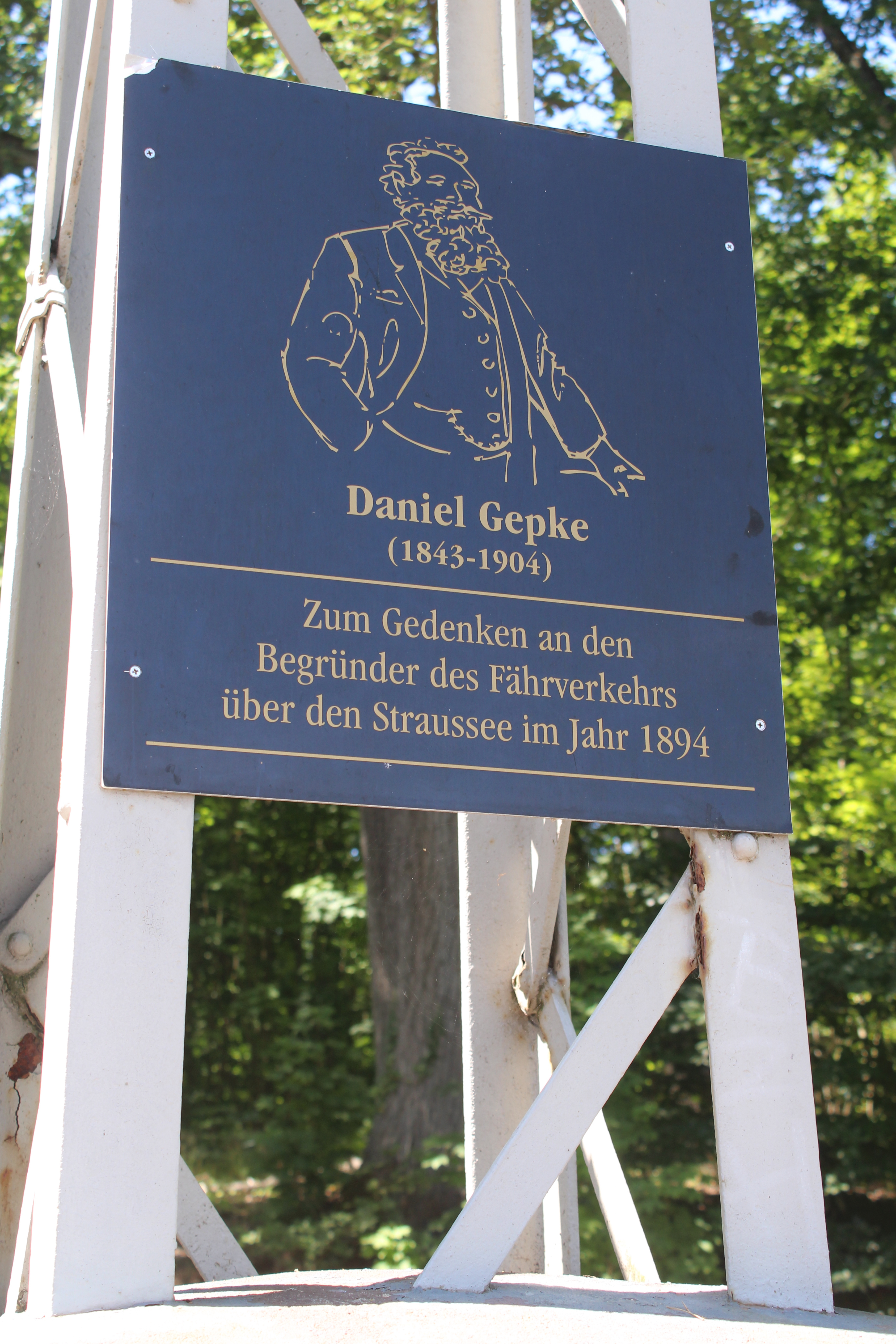
Plaque commémorative pour Daniel Gepke, l'initiateur du bac de Straussee, sur le mât caténaire ouest du bac de Straussee

## Histoire
La liaison par bac existe depuis 1894, après que l'homme d'affaires Daniel Gepke (1843–1904) ait construit un établissement balnéaire, un bowling et un restaurant sur la rive ouest du Straussee. Le premier bac était actionné à la main avec un treuil.
En raison de l'augmentation du nombre de passagers, un bac plus grand avec un moteur diesel à essence et un espace pour 200 passagers a été utilisé à la place à partir de 1897 environ. Après la mort de Gepke, la ville de Strausberg a acheté ce bac à ses héritiers.
Un nouveau bac a suivi en 1913 avec un moteur Otto à essence. Ce moteur était en effet suffisamment puissant ; mais son bruit de fonctionnement et l'odeur des gaz d'échappement étaient ressentis comme si désagréables que la zone de loisirs avec l'établissement balnéaire, le boulodrome et le restaurant proprement dit était en danger. (À l'époque : un diesel fume ; un moteur à essence pue.)
Par conséquent, l'administration municipale de la ville de Strausberg a envisagé d'équiper le bac d'un moteur électrique. Selon l'état de la science en 1913, seul le fonctionnement sur batterie ou sur ligne aérienne était possible pour un moteur électrique dans ce bac (en tenant compte de l'efficacité économique). L'administration communale de la ville de Strausberg a opté pour une exploitation de lignes aériennes (probablement plus respectueuses de l'environnement), même si cela représentait un grand risque constructif. Cependant, cette entreprise a réussi.
En 1915, ce bac (malgré la Première Guerre mondiale) a été converti en moteur électrique et en ligne aérienne à courant continu avec une tension de 170 volts. Ce bac était guidé latéralement par deux câbles en acier tendus dans l'eau.[4] Il tirait son courant de traction d'une caténaire unipolaire à portée libre, qui est attachée à deux mâts en treillis. Le mât de la rive est, qui porte également une horloge, mesure 9,6 mètres de haut ; le mât sur la rive ouest mesure 9,7 mètres de haut. La plus petite hauteur de la caténaire au-dessus du Straussee est de 5,8 mètres. Les deux câbles en fil d'acier, qui sont modérément mis à la terre via l'eau modérément conductrice, servent de conduites de retour. Électriquement, ce système est similaire à un système caténaire et à deux rails, où les rails ne sont mis à la terre qu'à la surface de la route.
Le bateau de bac actuel, Steffi, a quitté le chantier naval Marienwerder (Barnim) en 1967. Votre moteur actuel est alimenté par une tension secteur de 230 volts et a une puissance de 7,5 kilowatts. Il peut normalement transporter un maximum de 100 passagers. En juin 2012, une refonte complète du bac a eu lieu.
Depuis la fermeture du Bac de Hassmersheim en septembre 2014, le bac de Straussee est actuellement le seul bac de trolley en Allemagne.
Entre septembre 2016 et juin 2017, la ligne de bac a été interrompue. En plus de la révision régulière du bac, les deux jetées ont été converties en jetées flottantes d'environ six mètres de long pour permettre un accès sans obstacle quel que soit le niveau d'eau. En raison de la baisse du niveau d'eau du Straussee, un accès sûr n'était plus garanti. Environ 100 000 euros ont été investis chez les deux investisseurs.

## Operation
Le bac est exploité par la Strausberger Eisenbahn et fonctionne toute l'année. Pendant la saison, il y a des ferries toutes les demi-heures ; jusqu'à 100 personnes peuvent être transportées à travers le lac en même temps. Environ 8 000 passagers utilisent la liaison par bac chaque année. Le temps de trajet est de sept minutes. En outre, le bac de Straussee est également intégré au Verkehrsverbund Berlin-Brandenburg (VBB) en tant que système de transport public local et porte donc la désignation supplémentaire de la ligne de bac 39. Cependant, le tarif régulier VBB ne s'applique pas sur le bac, mais un tarif spécial maison du Strausberger Eisenbahn. Les billets sont vendus à bord. Cependant, les personnes ayant droit à la gratuité des déplacements pour les personnes gravement handicapées sont toujours transportées gratuitement.

## Liens
- https://www.strausbergereisenbahn.de/fa-faehre.htm
- https://www.tagesspiegel.de/berlin/mit-der-wasserstrassenbahn-uber-den-see-1117837.html
- https://www.strausberg-live.de/damals-wars.php?id=33318